# CATOBAR
CATOBAR (ang. Catapult Assisted Take-Off But Arrested Recovery) je način vzleta in pristanka na letalonosilkah. Za asistiranje pri vzletu se uporablja katapult, za pristanek pa zaviralne žice. CATOBAR je sicer dražji od drugih alternativ STOVL ali STOBAR, vendar je bolj fleksibilen in omogoča uporabo konvencionalnih letal.
Ameriška mornarica trenutno razvija elektromagnetni sistem EMALS, ki bo nadomestil parne katapulte. Pred 2. svetovno vojno je ZDA uporabljala hidravlične katapulte. Tehniko CATOBAR uporabljajo samo tri države, ZDA na Nimitzu, Francija na letalonosilki Charles de Gaulle in nekoč Brazilija na NAe São Paulo.
Letalonosilki razreda Queen Elizabeth sta sprva planirali uporabljati CATOBAR, vendar so potem spremenili v STOVL letala. Letalonosilke razreda Gerald R. Ford uporabljajo EMALS. Indijska letalonosilke razreda Vikrant INS Vishal bo uporabljala parne katapulte.